# Der Outsider
Der Outsider (im amerikanischen Original: The Outsider) ist ein Horror-Roman des US-amerikanischen Schriftstellers Stephen King, der am 22. Mai 2018 im Verlag Charles Scribner’s Sons veröffentlicht wurde. Auf Deutsch erschien der Roman in der Übersetzung durch Bernhard Kleinschmidt im August 2018 im Heyne Verlag.

## Handlung
Im Stadtpark von Flint City wird die geschändete Leiche eines elfjährigen Jungen gefunden. Augenzeugenberichte und Tatortspuren deuten unmissverständlich auf einen unbescholtenen Bürger: Terry Maitland, ein allseits beliebter Englischlehrer, zudem Coach der Jugendbaseballmannschaft, verheiratet, zwei kleine Töchter. Detective Ralph Anderson, dessen Sohn von Maitland trainiert wurde, ordnet eine sofortige Festnahme an, die in aller Öffentlichkeit stattfindet. Der Verdächtige kann zwar ein Alibi vorweisen, aber Anderson und der Staatsanwalt verfügen nach der Obduktion über eindeutige DNA-Beweise für das Verbrechen – ein wasserdichter Fall also?
Bei den andauernden Ermittlungen kommen weitere schreckliche Einzelheiten zutage, aber auch immer mehr Ungereimtheiten. Hat der nette Maitland wirklich zwei Gesichter und ist er zu derartigen Schandtaten fähig? Wie erklärt es sich, dass er an zwei Orten zugleich war?

## Hintergrund
Der Roman wurde erstmals in einem Interview für USA Today am 7. August 2017 erwähnt. Das Buchcover wurde am 18. Januar 2018 veröffentlicht. Am 25. Mai 2018 wurde in der Entertainment Weekly ein Ausschnitt aus dem Roman veröffentlicht.

## Verbindungen zu anderen King-Werken
Der Charakter Holly Gibney aus der Bill-Hodges-Trilogie (Mr. Mercedes, Finderlohn, Mind Control) ist ein Hauptcharakter in dem Buch. Der Roman nimmt teilweise Bezug auf die Trilogie.
Das Konzept von Ka aus Der Dunkle Turm wird ebenfalls erwähnt.

## TV-Adaption
Im Juni 2018 wurde bekanntgegeben, dass Media Rights Capital den Roman in einer 10-teiligen Miniserie mit Jack Bender und Marty Bowen als Executive Producers verfilmen möchte. Ben Mendelsohn verkörpert darin Detective Ralph Anderson, Jason Bateman die Rolle des Terry Maitland und Cynthia Erivo die Rolle der Holly Gibney. Die Serie wurde 2020 erstausgestrahlt.